# Circuit masculin de l'ITF 2025
Navigation
Saison 2024 Saison 2026
Le circuit masculin de l'ITF 2025 est la saison 2025 du circuit de tennis masculin organisé par l'ITF. Il représente l'échelon le plus bas des circuits de tennis professionnels, après l'ATP Tour et l'ATP Challenger Tour. Les tournois qui le composent sont communément appelés Futures. Ils sont dotés de 15 000 ou 30 000 $.
L'ITF annonce un prize money à la hausse sur le circuit lors de la saison 2025 ainsi que la mise à disposition d'un plus grand nombre d'hospitalités gratuites. Les prize money des quatre tournois masculins et féminins d'entrée de gamme du World Tennis Tour passeront de 15 000 $ à 20 000 $ et de 25 000 $ à 30 000 $.

## Primes et dotations des tournois
Les tournois distribuent des points pour le classement ATP.
| Catégorie du tournoi | V  | F  | DF | QF | T2 | T1 |
| -------------------- | -- | -- | -- | -- | -- | -- |
| M25                  | 25 | 16 | 8  | 3  | 1  | 0  |
| M15                  | 15 | 8  | 4  | 2  | 1  | 0  |

### Janvier
| Date       | Lieu du tournoi           | Surface             | Dotation | Vainqueur                 | Finaliste            | Score           |
| ---------- | ------------------------- | ------------------- | -------- | ------------------------- | -------------------- | --------------- |
| 6 janvier  | M25, Ithaca               | Dur (int.)          | 30 000 $ | Patrick Maloney           | Théo Papamalamis     | 7-65, 6-4       |
| 6 janvier  | M25, Hazebrouck           | Dur (int.)          | 30 000 $ | Joris De Loore            | Arthur Géa           | 7-62, 65-7, 6-3 |
| 6 janvier  | M25, Bhopal               | Dur (ext.)          | 30 000 $ | Alastair Gray             | Maxim Zhukov         | 6-3, 6-4        |
| 6 janvier  | M15, Oslo                 | Dur (int.)          | 15 000 $ | Olaf Pieczkowski          | Tom Paris            | 7-67, 7-5       |
| 6 janvier  | M15, Antalya              | Terre battue        | 15 000 $ | Carlos Sánchez Jover      | Dominik Kellovský    | 6-4, 7-5        |
| 6 janvier  | M15, Kingston             | Dur (ext.)          | 15 000 $ | Maniel Milavsky           | Guillaume Dalmasso   | 6-4, 64-7, 7-5  |
| 6 janvier  | M15, Monastir             | Dur (ext.)          | 15 000 $ | Luca Potenza              | Florian Broska       | 6-4, 3-6, 7-5   |
| 6 janvier  | M15, Manacor              | Dur (ext.)          | 15 000 $ | Pedro Vives Marcos        | Georgii Kravchenko   | 7-5, 6-4        |
| 13 janvier | M25, Chennai              | Dur (ext.)          | 30 000 $ | Oliver Crawford           | Eric Vanshelboim     | 5-7, 6-3, 7-65  |
| 13 janvier | M15, Monastir             | Dur (ext.)          | 15 000 $ | Laurent Lokoli            | Tadeáš Paroulek      | 6-2, 7-5        |
| 13 janvier | M15, Santiago             | Terre battue        | 15 000 $ | Hernán Casanova           | Guido Iván Justo     | 6-2, 4-6, 6-4   |
| 13 janvier | M15, Doha                 | Dur (ext.)          | 15 000 $ | Leo Borg                  | Tibo Colson          | 6-1, 3-6, 7-65  |
| 13 janvier | M15, Cadolzburg           | Carpette (int.)     | 15 000 $ | Justin Engel              | Hamish Stewart       | 7-62, 6-3       |
| 13 janvier | M15, Manacor              | Dur (ext.)          | 15 000 $ | Adria Soriano Barrera     | Ryan Nijboer         | 7-5, 2-6, 6-4   |
| 13 janvier | M15, Bressuire            | Dur (int.)          | 15 000 $ | Arthur Géa                | Maé Malige           | 6-2, 6-2        |
| 13 janvier | M15, Antalya              | Terre battue        | 15 000 $ | Carlos Sánchez Jover      | Kilian Feldbausch    | 6-3, 7-66       |
| 13 janvier | M15, Kingston             | Dur (ext.)          | 15 000 $ | Juan Carlos Aguilar       | Andres Martin        | 7-5, 6-2        |
| 20 janvier | M25, Doha                 | Dur (ext.)          | 30 000 $ | Daniel Mérida             | Tibo Colson          | 6-4, 6-2        |
| 20 janvier | M25, Nussloch             | Carpette (int.)     | 30 000 $ | Tom Paris                 | Oleg Prihodko        | 6-4, 6-4        |
| 20 janvier | M25, Sunderland           | Dur (int.)          | 30 000 $ | Johannus Monday           | Ryan Peniston        | 6-4, 6-2        |
| 20 janvier | M25, Esch-sur-Alzette     | Dur (int.)          | 30 000 $ | Mikael Ymer               | Nicolai Budkov Kjær  | 6-1, 5-7, 6-2   |
| 20 janvier | M15, Monastir             | Dur (ext.)          | 15 000 $ | Moez Echargui             | Gilles-Arnaud Bailly | 3-6, 6-4, 7-5   |
| 20 janvier | M15, Santiago             | Terre battue        | 15 000 $ | Lorenzo Joaquín Rodríguez | Nicolás Kicker       | 6-4, 3-6, 6-4   |
| 20 janvier | M15, Manacor              | Dur (ext.)          | 15 000 $ | Naoya Honda               | Fausto Tabacco       | 6-3, 6-3        |
| 20 janvier | M15+H, Bagnoles-de-l'Orne | Terre battue (int.) | 15 000 $ | Filippo Romano            | Lucas Bouquet        | 7-66, 6-0       |
| 20 janvier | M15, Antalya              | Terre battue        | 15 000 $ | Gabriele Piraino          | Kilian Feldbausch    | 6-4, 6-3        |
| 27 janvier | M25, Antalya              | Terre battue        | 30 000 $ | Zdeněk Kolář              | Guy Den Ouden        | 6-3, 2-6, 6-1   |
| 27 janvier | M25, Glasgow              | Dur (int.)          | 30 000 $ | Alastair Gray             | Millen Hurrion       | 6-4, 6-3        |
| 27 janvier | M15, Zahra                | Dur (ext.)          | 15 000 $ | Lucas Gerch               | Oliver Crawford      | 2-6, 6-4, 6-4   |
| 27 janvier | M15, Charm el-Cheikh      | Dur (ext.)          | 15 000 $ | Alexandr Binda            | Louis Dussin         | 3-6, 6-2, 6-4   |
| 27 janvier | M15, Monastir             | Dur (ext.)          | 15 000 $ | Gilles-Arnaud Bailly      | Branko Djuric        | 6-4, 6-2        |
| 27 janvier | M15, Huamantla            | Dur (ext.)          | 15 000 $ | Alfredo Perez             | Enzo Wallart         | 6-2, 6-2        |
| 27 janvier | M15, Palm Coast           | Terre battue        | 15 000 $ | Garrett Johns             | Sebastian Gima       | 7-5, 64-7, 6-2  |

### Février
| Date       | Lieu du tournoi                 | Surface      | Dotation | Vainqueur                | Finaliste                 | Score           |
| ---------- | ------------------------------- | ------------ | -------- | ------------------------ | ------------------------- | --------------- |
| 3 février  | M25, Antalya                    | Terre battue | 30 000 $ | Daniel Michalski         | Zdeněk Kolář              | 7-65, 6-1       |
| 3 février  | M15, Zahra                      | Dur (ext.)   | 15 000 $ | Cem İlkel                | Johan Nikles              | 6-1, 6-1        |
| 3 février  | M15, Charm el-Cheikh            | Dur (ext.)   | 15 000 $ | Saba Purtseladze         | Martin Krumich            | 65-7, 7-63, 6-3 |
| 3 février  | M15, Valence                    | Terre battue | 15 000 $ | Max Alcalá Gurri         | Gabriele Pennaforti       | 3-6, 6-4, 6-4   |
| 3 février  | M15, Monastir                   | Dur (ext.)   | 15 000 $ | Manas Dhamne             | Lorenzo Carboni           | 2-6, 6-0, 6-2   |
| 3 février  | M15, Huamantla                  | Dur (ext.)   | 15 000 $ | Alfredo Perez            | Alvin Nicholas Tudorica   | 6-4, 6-1        |
| 3 février  | M15, Sunrise                    | Terre battue | 15 000 $ | Bruno Kuzuhara           | Garrett Johns             | 6-1, 6-2        |
| 10 février | M25, Timaru                     | Dur (ext.)   | 30 000 $ | Christian Langmo         | Hsu Yu-hsiou              | 7-66, 6-3       |
| 10 février | M25, Roehampton                 | Dur (int.)   | 30 000 $ | Arthur Fery              | George Loffhagen          | 6-4, 6-4        |
| 10 février | M25, Punta del Este             | Terre battue | 30 000 $ | Adolfo Daniel Vallejo    | Luciano Emanuel Ambrogi   | 6-1, 6-4        |
| 10 février | M25, Vila Real de Santo António | Dur (ext.)   | 30 000 $ | Frederico Ferreira Silva | Sandro Kopp               | 4-6, 6-1, 7-612 |
| 10 février | M15, Bucarest                   | Dur (int.)   | 15 000 $ | Hamish Stewart           | Nino Ehrenschneider       | 7-66, 7-62      |
| 10 février | M15, Antalya                    | Terre battue | 15 000 $ | Akira Santillan          | Stefan Popović            | 6-1, 6-1        |
| 10 février | M15, Valence                    | Terre battue | 15 000 $ | Carlos Sánchez Jover     | Max Alcalá Gurri          | 2-4 ab.         |
| 10 février | M15, Monastir                   | Dur (ext.)   | 15 000 $ | Moez Echargui            | Nicolas Tepmahc           | 6-3, 6-2        |
| 10 février | M15, Charm el-Cheikh            | Dur (ext.)   | 15 000 $ | Erik Arutiunian          | Saba Purtseladze          | 6-0 ab.         |
| 10 février | M15, Huamantla                  | Dur (ext.)   | 15 000 $ | Alvin Nicholas Tudorica  | Aidan Mchugh              | 6-2, 1-6, 6-1   |
| 10 février | M15, Naples                     | Terre battue | 15 000 $ | Garrett Johns            | Lorenzo Joaquín Rodríguez | 6-4, 6-4        |
| 10 février | M15, Oberhaching                | Dur (int.)   | 15 000 $ | Mats Rosenkranz          | Marvin Moeller            | 6-1, 6-2        |
| 17 février | M25, Punta del Este             | Terre battue | 30 000 $ | Álvaro Guillén Meza      | Mariano Kestelboim        | 6-1, 6-2        |
| 17 février | M25, Vila Real de Santo António | Dur (ext.)   | 30 000 $ | Gastao Elias             | Ryan Peniston             | 6-2, 6-1        |
| 17 février | M25, Trente                     | Dur (int.)   | 30 000 $ | Christian Sigsgaard      | Daniil Glinka             | 6-2, 6-3        |
| 17 février | M25, Burnie                     | Dur (ext.)   | 30 000 $ | Jason Kubler             | Omar Jasika               | 6-3, 6-2        |
| 17 février | M15, Pretoria                   | Dur (ext.)   | 15 000 $ | Alexander Donski         | Cem İlkel                 | 7-65, 6-4       |
| 17 février | M15, Monastir                   | Dur (ext.)   | 15 000 $ | Stefanos Sakellaridis    | Fabrizio Andaloro         | 5-7, 7-61, 6-0  |
| 17 février | M15, Charm el-Cheikh            | Dur (ext.)   | 15 000 $ | Martin Damm              | Alexandr Binda            | 6-3, 3-6, 6-2   |
| 17 février | M15, Naples                     | Terre battue | 15 000 $ | Felix Corwin             | Daniel Pátý               | 6-4, 67-7, 7-66 |
| 17 février | M15, Villena                    | Dur (ext.)   | 15 000 $ | Darwin Blanch            | Oliver Crawford           | 1-6, 7-5, 7-5   |
| 17 février | M15, Lannion                    | Dur (int.)   | 15 000 $ | Oliver Bonding           | Axel Garcian              | 6-3, 7-69       |
| 17 février | M15, Antalya                    | Terre battue | 15 000 $ | Nerman Fatić             | Andrej Nedić              | 6-2, 6-3        |
| 24 février | M25, Launceston                 | Dur (ext.)   | 30 000 $ | Jason Kubler             | Cruz Hewitt               | 6-2, 6-4        |
| 24 février | M25, Faro                       | Dur (ext.)   | 30 000 $ | Marko Topo               | Tiago Pereira             | 6-1, 3-6, 6-1   |
| 24 février | M25, Yerba Buena                | Terre battue | 30 000 $ | Lautaro Midon            | Pedro Sakamoto            | 6-4, 7-5        |
| 24 février | M15, Huamantla                  | Dur (ext.)   | 15 000 $ | Ryan Fishback            | Alvin Nicholas Tudorica   | 7-64, 6-3       |
| 24 février | M15, Villena                    | Dur (ext.)   | 15 000 $ | Raul Brancaccio          | Iñaki Montes De La Torre  | Forfait         |
| 24 février | M15, Antalya                    | Terre battue | 15 000 $ | Alexander Weis           | Mirza Bašić               | 6-2, 7-5        |
| 24 février | M15, Pretoria                   | Dur (ext.)   | 15 000 $ | Cem İlkel                | Pepijn Bastiaansen        | 6-3, 6-4        |
| 24 février | M15, Monastir                   | Dur (ext.)   | 15 000 $ | Tadeáš Paroulek          | Tom Gentzsch              | 2-6, 6-3, 6-4   |
| 24 février | M15, Maanshan                   | Dur (int.)   | 15 000 $ | Te Rigele                | Zhang Tianhui             | 6-3, 6-2        |
| 24 février | M15, Charm el-Cheikh            | Dur (ext.)   | 15 000 $ | Federico Cinà            | Martin Damm               | 7-63, 7-63      |

### Mars
| Date    | Lieu du tournoi                 | Surface         | Dotation | Vainqueur                     | Finaliste                 | Score          |
| ------- | ------------------------------- | --------------- | -------- | ----------------------------- | ------------------------- | -------------- |
| 3 mars  | M25, Quinta Do Lago             | Dur (ext.)      | 30 000 $ | George Loffhagen              | Gabi Adrian Boitan        | 7-65, 6-1      |
| 3 mars  | M25, Trimbach                   | Carpette (int.) | 30 000 $ | Daniil Glinka                 | Dominic Stricker          | 6-4, 6-2       |
| 3 mars  | M15, Antalya                    | Terre battue    | 15 000 $ | Luka Mikrut                   | Max Alcalá Gurri          | 6-2, 7-5       |
| 3 mars  | M15, Poitiers                   | Dur (int.)      | 15 000 $ | Tristan Lamasine              | Hamish Stewart            | 6-3, 60-7, 6-1 |
| 3 mars  | M15, Torelló                    | Dur (ext.)      | 15 000 $ | John Echeverria               | Fabrizio Andaloro         | 6-4, 1-6, 6-3  |
| 3 mars  | M15, Maanshan                   | Dur (int.)      | 15 000 $ | Bai Yan                       | Egor Agafonov             | 6-3, 6-4       |
| 3 mars  | M15, Charm el-Cheikh            | Dur (ext.)      | 15 000 $ | Robert Strombachs             | Moïse Kouamé              | 6-3, 6-2       |
| 3 mars  | M15, Sherbrooke                 | Dur (int.)      | 15 000 $ | Patrick Maloney               | Daniel Milavsky           | 6-4, 63-7, 6-4 |
| 3 mars  | M15, Monastir                   | Dur (ext.)      | 15 000 $ | Lorenzo Carboni               | Nikolay Vylegzhanin       | 6-2, 1-6, 6-3  |
| 3 mars  | M15, Huamantla                  | Dur (ext.)      | 15 000 $ | Garrett Johns                 | Alex Hernandez            | 4-6, 6-0, 7-65 |
| 10 mars | M25, Créteil                    | Dur (int.)      | 30 000 $ | Nikolay Vylegzhanin           | Raphaël Pérot             | 6-3, 3-6, 7-64 |
| 10 mars | M25, Mildura                    | Gazon           | 30 000 $ | Omar Jasika                   | Pavle Marinkov            | 6-3, 6-4       |
| 10 mars | M25, Les Franqueses del Vallès  | Dur (ext.)      | 30 000 $ | Fabrizio Andaloro             | Bernabé Zapata Miralles   | 6-2, 61-7, 6-0 |
| 10 mars | M25, Luan                       | Dur (ext.)      | 30 000 $ | Oliver Crawford               | Chung Hyeon               | 4-6, 6-3, 6-2  |
| 10 mars | M25, Asuncion                   | Terre battue    | 30 000 $ | Daniel Dutra da Silva         | Valerio Aboian            | 6-4, 6-1       |
| 10 mars | M25, Vale Do Lobo               | Terre battue    | 30 000 $ | George Loffhagen              | Tiago Pereira             | 6-0, 7-5       |
| 10 mars | M15, Montréal                   | Dur (ext.)      | 15 000 $ | Alex Rybakov                  | Joshua Lapadat            | 4-6, 6-3, 7-5  |
| 10 mars | M15, Hinode                     | Dur (ext.)      | 15 000 $ | Hikaru Shiraishi              | Tai Sach                  | 6-2, 6-2       |
| 10 mars | M15, Monastir                   | Dur (ext.)      | 15 000 $ | Luca Castagnola               | Tadeáš Paroulek           | 6-2, 1-6, 6-3  |
| 10 mars | M15, Huamantla                  | Dur (ext.)      | 15 000 $ | Pietro Orlando Fellin         | Alvin Nicholas Tudorica   | 6-3, 6-3       |
| 10 mars | M15, Chandigarh                 | Dur (ext.)      | 15 000 $ | Jay Clarke                    | Shin Woobin               | 7-65, 4-6, 6-0 |
| 10 mars | M15, Alaminós                   | Terre battue    | 15 000 $ | Pablo Masjuan Ginel           | Damien Wenger             | 6-3, 6-4       |
| 10 mars | M15, Charm el-Cheikh            | Dur (ext.)      | 15 000 $ | Saba Purtseladze              | Erik Arutiunian           | 6-4, 6-3       |
| 10 mars | M15, Porec                      | Terre battue    | 15 000 $ | Nerman Fatić                  | Sandro Kopp               | 6-2, 6-1       |
| 10 mars | M15, Antalya                    | Terre battue    | 15 000 $ | Svyatoslav Gulin              | Stefan Adrian Andreescu   | 6-2, 0-6, 6-4  |
| 10 mars | M15, Nonthaburi                 | Dur (ext.)      | 15 000 $ | Alex Knaff                    | Petr Bar Biryukov         | 6-2, 0-6, 6-4  |
| 17 mars | M25, Bakersfield                | Dur (ext.)      | 30 000 $ | Johannus Monday               | Alex Rybakov              | 6-2, 6-4       |
| 17 mars | M25, Saint Domingue             | Dur (ext.)      | 30 000 $ | Petr Brunclík                 | Aziz Dougaz               | 2-6, 7-68, 6-3 |
| 17 mars | M25, Swan Hill                  | Gazon (ext.)    | 30 000 $ | Blake Ellis                   | Dane Sweeny               | 2-6, 6-3, 7-64 |
| 17 mars | M25, Balma                      | Dur (int.)      | 30 000 $ | Harry Wendelken               | Maé Malige                | 6-7, 6-4, 7-5  |
| 17 mars | M25, Loule                      | Dur (ext.)      | 30 000 $ | Ryan Peniston                 | Chris Rodesch             | 3-6, 6-1, 6-3  |
| 17 mars | M25, Shenzhen                   | Dur (ext.)      | 30 000 $ | Oliver Crawford               | Bai Yan                   | 7-65, 1-6, 6-2 |
| 17 mars | M25, Badalone                   | Terre battue    | 30 000 $ | Lorenzo Giustino              | Pol Martín Tiffon         | 6-2, 2-6, 7-64 |
| 17 mars | M15, Monastir                   | Dur (ext.)      | 15 000 $ | Florent Bax                   | Maxim Mrva                | 6-0, 6-3       |
| 17 mars | M15, Ahmedabad                  | Dur (ext.)      | 15 000 $ | Jay Clarke                    | Alexandr Binda            | 6-3, 7-64      |
| 17 mars | M15, Villa María                | Terre battue    | 15 000 $ | Juan Manuel La Serna          | Pedro Rodriguez           | 6-4, 6-1       |
| 17 mars | M15, Nishitōkyō                 | Dur (ext.)      | 15 000 $ | Chung Hyeon                   | Takuya Kumasaka           | 6-4, 6-0       |
| 17 mars | M15, Héraklion                  | Dur (ext.)      | 15 000 $ | Stefanos Sakellaridis         | Pierre Delage             | 6-3, 6-3       |
| 17 mars | M15, Charm el-Cheikh            | Dur (ext.)      | 15 000 $ | Michal Krajčí                 | Oskari Paldanius          | 6-3, 65-7, 6-4 |
| 17 mars | M15, Rovinj                     | Terre battue    | 15 000 $ | Viacheslav Bielinskyi         | Marko Maksimović          | 6-3, 7-63      |
| 17 mars | M15, Alaminós                   | Terre battue    | 15 000 $ | Branko Djurić                 | Damien Wenger             | 6-3, 6-2       |
| 17 mars | M15, Nonthaburi                 | Dur (ext.)      | 15 000 $ | Étienne Donnet                | Alex Knaff                | 6-4, 6-2       |
| 17 mars | M15, Antalya                    | Terre battue    | 15 000 $ | Svyatoslav Gulin              | Andrey Chepelev           | 6-3, 6-1       |
| 24 mars | M25, Saint Domingue             | Dur (ext.)      | 30 000 $ | Roberto Cid Subervi           | Garrett Johns             | 6-3, 6-3       |
| 24 mars | M25, Tarragone                  | Terre battue    | 30 000 $ | Nikolás Sánchez Izquierdo     | Raul Brancaccio           | 6-1, 6-3       |
| 24 mars | M25, Ahmedabad                  | Dur (ext.)      | 30 000 $ | Aryan Shah                    | Jay Clarke                | 6-1, 6-3       |
| 24 mars | M25, Luján, déplacé de Nordelta | Terre battue    | 30 000 $ | Lautaro Midon                 | Mariano Kestelboim        | 6-3, 6-1       |
| 24 mars | M25, Calabasas                  | Dur (ext.)      | 30 000 $ | Stefan Dostanic               | Andres Martin             | 2-6, 6-4, 6-3  |
| 24 mars | M25, Saint-Dizier               | Dur (int.)      | 30 000 $ | Dan Added                     | Loann Massard             | 6-1, 4-6, 7-5  |
| 24 mars | M15, Nonthaburi                 | Dur (ext.)      | 15 000 $ | Étienne Donnet                | Lee Jeamoon               | 6-2, 1-6, 6-4  |
| 24 mars | M15, Charm el-Cheikh            | Dur (ext.)      | 15 000 $ | Saba Purtseladze              | Filippo Moroni            | 63-7, 6-3, 7-5 |
| 24 mars | M15, Opatija                    | Terre battue    | 15 000 $ | Luka Mikrut                   | Kalin Ivanovski           | 6-3, 7-64      |
| 24 mars | M15, Alaminós                   | Terre battue    | 15 000 $ | Nicholas David Ionel          | Gabi Adrian Boitan        | 7-63, 6-3      |
| 24 mars | M15, Tsukuba                    | Dur (ext.)      | 15 000 $ | Chung Hyeon                   | Takuya Kumasaka           | 6-4, 3-6, 6-1  |
| 24 mars | M15, Héraklion                  | Dur (ext.)      | 15 000 $ | Stuart Parker                 | Stefanos Sakellaridis     | 6-2, 6-2       |
| 24 mars | M15, Monastir                   | Dur (ext.)      | 15 000 $ | Lukáš Pokorný                 | Luca Potenza              | 5-7, 6-1, 6-1  |
| 24 mars | M15, Foggia                     | Terre battue    | 15 000 $ | Liam Broady                   | Iannis Miletich           | 6-1, 6-3       |
| 24 mars | M15, Antalya                    | Terre battue    | 15 000 $ | Sergey Fomin                  | Gabriel Ghetu             | 6-3, 6-1       |
| 31 mars | M25, Pula                       | Terre battue    | 30 000 $ | Max Houkes                    | Dominic Stricker          | 6-3, 7-5       |
| 31 mars | M25, Chacabuco                  | Terre battue    | 30 000 $ | Santiago Fa Rodriguez Taverna | Juan Manuel La Serna      | 6-4, 4-6, 6-2  |
| 31 mars | M25, Bangalore                  | Dur (ext.)      | 30 000 $ | Oliver Crawford               | Jay Clarke                | 5-2 ab.        |
| 31 mars | M25, Antalya                    | Terre battue    | 30 000 $ | Oleksii Krutykh               | Sergey Fomin              | 7-64, 3-6, 7-5 |
| 31 mars | M25, Reus                       | Terre battue    | 30 000 $ | Clément Tabur                 | Nikolás Sánchez Izquierdo | 6-4, 6-4       |
| 31 mars | M15, Charm el-Cheikh            | Dur (ext.)      | 15 000 $ | Vadym Ursu                    | Hamish Stewart            | 63-7, 6-3, 7-5 |
| 31 mars | M15, Kashiwa                    | Dur (ext.)      | 15 000 $ | Yusuke Takahashi              | Keisuke Saitoh            | 6-2, 6-0       |
| 31 mars | M15, Héraklion                  | Dur (ext.)      | 15 000 $ | Stefanos Sakellaridis         | Stuart Parker             | 2-6, 6-1, 6-4  |
| 31 mars | M15, Lons-le-Saunier            | Dur (int.)      | 15 000 $ | Dan Added                     | Lucas Poullain            | 5-7, 7-66, 6-3 |
| 31 mars | M15, Monastir                   | Dur (ext.)      | 15 000 $ | Robert Strombachs             | Moez Echargui             | 6-1, 4-6, 6-1  |

### Avril
| Date     | Lieu du tournoi         | Surface             | Dotation | Vainqueur            | Finaliste            | Score           |
| -------- | ----------------------- | ------------------- | -------- | -------------------- | -------------------- | --------------- |
| 7 avril  | M25, Antalya            | Terre battue        | 30 000 $ | Luka Mikrut          | Daniel Michalski     | 6-2, 7-5        |
| 7 avril  | M25, Pula               | Terre battue        | 30 000 $ | Gauthier Onclin      | Guy Den Ouden        | 6-0, 6-2        |
| 7 avril  | M15, Monastir           | Dur (ext.)          | 15 000 $ | Giles Hussey         | Robert Strombachs    | 3-6, 7-62, 6-4  |
| 7 avril  | M15, Luan               | Dur (ext.)          | 15 000 $ | Te Rigele            | Shin Woobin          | 7-65 ab.        |
| 7 avril  | M15, Charm el-Cheikh    | Dur (ext.)          | 15 000 $ | Fares Zakaria        | Mohamed Safwat       | 7-5, 6-3        |
| 14 avril | M25, Pula               | Terre battue        | 30 000 $ | Jay Clarke           | Arthur Géa           | 4-6, 6-3, 6-4   |
| 14 avril | M25, Charm el-Cheikh    | Dur (ext.)          | 30 000 $ | Saba Purtseladze     | Michal Krajčí        | 7-5, 6-4        |
| 14 avril | M15, Osaka              | Dur (ext.)          | 15 000 $ | Huang Tsung-hao      | Yuki Mochizuki       | 7-5, 6-3        |
| 14 avril | M15, Dubrovnik          | Terre battue        | 15 000 $ | Luka Mikrut          | Nerman Fatic         | 6-2, 6-4        |
| 14 avril | M15, Monastir           | Dur (ext.)          | 15 000 $ | Dan Added            | James Story          | 6-4, 6-3        |
| 14 avril | M15, Luan               | Dur (ext.)          | 15 000 $ | Pawit Sornlaksup     | Filip Peliwo         | 6-1, 6-3        |
| 14 avril | M15, Antalya            | Terre battue        | 15 000 $ | Alex Molčan          | Oleksii Krutykh      | 6-1, 3-6, 6-4   |
| 21 avril | M25, Angers             | Terre battue (int.) | 30 000 $ | Arthur Reymond       | Clément Tabur        | 2-6, 6-2, 7-63  |
| 21 avril | M25, Pula               | Terre battue        | 30 000 $ | Gabriele Piraino     | Max Alcalá Gurri     | 6-3, 6-4        |
| 21 avril | M25, Charm el-Cheikh    | Dur (ext.)          | 30 000 $ | Saba Purtseladze     | Erik Arutiunian      | 6-2, 7-5        |
| 21 avril | M15, Sanxenxo           | Dur (ext.)          | 15 000 $ | Olle Wallin          | Tomas Curras Abasolo | 6-1, 6-4        |
| 21 avril | M15, Kuršumlijska Banja | Terre battue        | 15 000 $ | Dali Blanch          | Kristijan Juhas      | 6-4, 6-2        |
| 21 avril | M15, Osaka              | Dur (ext.)          | 15 000 $ | Shintaro Imai        | Yusuke Takahashi     | 6-3, 6-3        |
| 21 avril | M15, Shymkent           | Terre battue        | 15 000 $ | Sean Cuenin          | Sergey Fomin         | 6-4, 1-6, 6-1   |
| 21 avril | M15, Monastir           | Dur (ext.)          | 15 000 $ | Olaf Pieczkowski     | Tuncay Duran         | 7-5, 6-4        |
| 21 avril | M15, Luan               | Dur (ext.)          | 15 000 $ | Ilya Ivashka         | Egor Agafonov        | 6-4, 7-5        |
| 21 avril | M15, Vero Beach         | Terre battue        | 15 000 $ | Blu Baker            | William Grant        | 7-63, 6-4       |
| 21 avril | M15, Antalya            | Terre battue        | 15 000 $ | Alex Molčan          | Gilles-Arnaud Bailly | 6-0, 6-2        |
| 28 avril | M25, Nottingham         | Dur (ext.)          | 30 000 $ | George Loffhagen     | Charles Broom        | 6-2, 6-2        |
| 28 avril | M25, Anning             | Terre battue        | 30 000 $ | Bai Yan              | Shin Sanhui          | 6-4, 62-7, 6-4  |
| 28 avril | M25, Sabadell           | Terre battue        | 30 000 $ | Daniel Mérida        | Oliver Crawford      | 6-4, 2-6, 7-65  |
| 28 avril | M25, Pula               | Terre battue        | 30 000 $ | Paul Jubb            | Andrea Guerrieri     | 5-7, 7-62, 7-64 |
| 28 avril | M25, Oegstgeest         | Terre battue        | 30 000 $ | Gilles-Arnaud Bailly | David Jordá Sanchis  | 7-65, 6-2       |
| 28 avril | M15, Shymkent           | Terre battue        | 15 000 $ | Denis Klok           | Adrian Oetzbach      | 6-1, 6-4        |
| 28 avril | M15, Monastir           | Dur (ext.)          | 15 000 $ | Filippo Moroni       | Cyril Vandermeersch  | 4-6, 6-1, 6-3   |
| 28 avril | M15, Orange Park        | Terre battue        | 15 000 $ | Tyler Zink           | Tristan McCormick    | 6-3, 7-60       |
| 28 avril | M15, Kuršumlijska Banja | Terre battue        | 15 000 $ | Branko Djurić        | Ognjen Milić         | 6-1, 6-3        |

### Mai
| Date   | Lieu du tournoi                | Surface             | Dotation | Vainqueur                | Finaliste                     | Score          |
| ------ | ------------------------------ | ------------------- | -------- | ------------------------ | ----------------------------- | -------------- |
| 5 mai  | M25, Nottingham                | Dur (ext.)          | 30 000 $ | Charles Broom            | Fabrizio Andaloro             | 6-4, 6-3       |
| 5 mai  | M25, Kuršumlijska Banja        | Terre battue        | 30 000 $ | Marko Topo               | Andrej Nedić                  | 6-1, 3-6, 6-3  |
| 5 mai  | M25, Baotou                    | Terre battue (int.) | 30 000 $ | Jason Kubler             | Bai Yan                       | 6-1, 6-1       |
| 5 mai  | M25, Pula                      | Terre battue        | 30 000 $ | Ivan Gakhov              | Florent Bax                   | 6-1, 6-2       |
| 5 mai  | M15, Villahermosa              | Dur (int.)          | 15 000 $ | Dan Martin               | Alex Hernandez                | 5-7, 6-2, 6-3  |
| 5 mai  | M15, Bistrița                  | Terre battue        | 15 000 $ | Cezar Crețu              | Pyotr Nesterov                | 6-3, 7-65      |
| 5 mai  | M15, Téhéran                   | Terre battue        | 15 000 $ | Ali Yazdani              | Karan Singh                   | 6-4, 6-3       |
| 5 mai  | M15, Héraklion                 | Dur (ext.)          | 15 000 $ | Louis Wessels            | Petros Tsitsipas              | 6-3, 5-7, 6-2  |
| 5 mai  | M15, Monastir                  | Dur (ext.)          | 15 000 $ | Raphaël Pérot            | Filippo Moroni                | 6-4, 6-1       |
| 12 mai | M25, Vic                       | Dur (ext.)          | 30 000 $ | Clément Tabur            | Lorenzo Giustino              | 6-4, 7-62      |
| 12 mai | M25, Reggio Emilia             | Terre battue        | 30 000 $ | Alex Molčan              | Kyle Edmund                   | 6-2, 6-1       |
| 12 mai | M25, Tbilissi                  | Dur (ext.)          | 30 000 $ | Ryan Peniston            | Martin Damm                   | 6-2, 3-6, 6-1  |
| 12 mai | M25, Pensacola                 | Terre battue        | 30 000 $ | Andrés Andrade           | Alex Rybakov                  | 6-4, 6-4       |
| 12 mai | M25, Xalapa                    | Dur (ext.)          | 30 000 $ | Stefan Kozlov            | Santiago Fa Rodriguez Taverna | 64-7, 6-4, 6-4 |
| 12 mai | M15, Kuršumlijska Banja        | Terre battue        | 15 000 $ | Jonáš Forejtek           | Branko Djurić                 | 6-1, 3-6, 6-3  |
| 12 mai | M15, Bucarest                  | Terre battue        | 15 000 $ | Pyotr Nesterov           | Gabi Adrian Boitan            | 6-4, 6-4       |
| 12 mai | M15, Luan                      | Dur (ext.)          | 15 000 $ | Cui Jie                  | Shin Woobin                   | 6-3, 6-3       |
| 12 mai | M15, Téhéran                   | Terre battue        | 15 000 $ | Karan Singh              | Aleksandr Lobanov             | 7-60, 6-2      |
| 12 mai | M15, Héraklion                 | Dur (ext.)          | 15 000 $ | Lucas Poullain           | Ryuki Matsuda                 | 6-2, 6-3       |
| 12 mai | M15, Szentendre                | Terre battue        | 15 000 $ | Ivan Ivanov              | Gergely Madarasz              | 6-2, 6-3       |
| 12 mai | M15, Monastir                  | Dur (ext.)          | 15 000 $ | Igor Marcondes           | Maxim Zhukov                  | 6-4, 6-1       |
| 12 mai | M15, Orlando                   | Terre battue        | 15 000 $ | Xu Kuangqing             | Victor Lilov                  | 7-63, 2-6, 6-2 |
| 12 mai | M15, Båstad                    | Terre battue        | 15 000 $ | Tom Gentzsch             | Karl Poling                   | 6-4, 6-4       |
| 12 mai | M15, Prijedor                  | Terre battue        | 15 000 $ | Viacheslav Bielinskyi    | Jack Logé                     | 7-63, 6-2      |
| 19 mai | M25, Mataro                    | Terre battue        | 30 000 $ | Bernabé Zapata Miralles  | Nikolás Sánchez Izquierdo     | 7-5, 6-4       |
| 19 mai | M25, Bol                       | Terre battue        | 30 000 $ | Laurent Lokoli           | Tiago Pereira                 | 6-4, 4-6, 6-4  |
| 19 mai | M25, Coquimbo                  | Terre battue        | 30 000 $ | Pedro Boscardin Dias     | Gonzalo Villanueva            | 6-3, 6-1       |
| 19 mai | M25, Cervia                    | Terre battue        | 30 000 $ | Jacopo Berrettini        | Filippo Romano                | 7-62, 6-2      |
| 19 mai | M25, Orlando                   | Terre battue        | 30 000 $ | Renzo Olivo              | Adhithya Ganesan              | 3-6, 6-4, 6-3  |
| 19 mai | M15, Kotka                     | Terre battue        | 15 000 $ | Tom Gentzsch             | Eero Vasa                     | 6-3, 7-5       |
| 19 mai | M15, Brcko                     | Terre battue        | 15 000 $ | Dušan Obradović          | Viacheslav Bielinskyi         | 7-5, 3-6, 6-2  |
| 19 mai | M15, Andong                    | Dur (ext.)          | 15 000 $ | Kwon Sonwoo              | Shin Sanhui                   | 7-5, 3-6, 6-2  |
| 19 mai | M15, Bucarest                  | Terre battue        | 15 000 $ | Dan Alexandru Tomescu    | Stefan Adrian Andreescu       | 4-6, 6-4, 7-5  |
| 19 mai | M15, Kuršumlijska Banja        | Terre battue        | 15 000 $ | Sean Cuenin              | Alen Mujakic                  | 6-4, 6-0       |
| 19 mai | M15, Luan                      | Dur (ext.)          | 15 000 $ | Xiao Linang              | Kokoro Isomura                | 7-66, 6-1      |
| 19 mai | M15, Tashkent                  | Dur (ext.)          | 15 000 $ | Renta Tokuda             | Karan Singh                   | 7-66, 6-1      |
| 19 mai | M15, Héraklion                 | Dur (ext.)          | 15 000 $ | Edward Winter            | Antoine Ghibaudo              | 6-2, 6-3       |
| 19 mai | M15, Monastir                  | Dur (ext.)          | 15 000 $ | Tuncay Duran             | Ewen Lumsden                  | 6-1, 6-3       |
| 26 mai | M25, Carnac                    | Terre battue        | 30 000 $ | Tristan Lamasine         | Jelle Sels                    | 6-3, 7-5       |
| 26 mai | M25, Héraklion                 | Dur (ext.)          | 30 000 $ | Ryuki Matsuda            | Fabrizio Andaloro             | 6-3, 5-7, 6-2  |
| 26 mai | M25, Satu Mare                 | Terre battue        | 30 000 $ | Gabi Adrian Boitan       | Alex Martí Pujolras           | 6-4, 6-3       |
| 26 mai | M25, Coquimbo                  | Terre battue        | 30 000 $ | João Lucas Reis Da Silva | Luciano Emanuel Ambrogi       | 6-2, 7-66      |
| 26 mai | M25, Bol                       | Terre battue        | 30 000 $ | Rudolf Molleker          | Tiago Pereira                 | 6-4, 65-7, 6-3 |
| 26 mai | M15, Kayseri                   | Dur (ext.)          | 15 000 $ | Arda Azkara              | Luca Castelnuovo              | 7-65, 3-6, 6-3 |
| 26 mai | M15, Monastir                  | Dur (ext.)          | 15 000 $ | Moez Echargui            | Mert Alkaya                   | 6-1, 6-1       |
| 26 mai | M15, Gyula                     | Terre battue        | 15 000 $ | Peter Fajta              | Léo Raquillet                 | 6-3, 6-4       |
| 26 mai | M15, Villach-Warmbad-Judendorf | Terre battue        | 15 000 $ | Alex Barrena             | Diego Dedura-Palomero         | 6-3, 6-3       |
| 26 mai | M15, Doboj                     | Terre battue        | 15 000 $ | Andrej Nedić             | Tymur Bieldiugin              | 6-1, 6-3       |
| 26 mai | M15, San Diego                 | Dur (ext.)          | 15 000 $ | Keegan Smith             | Savriyan Danilov              | 6-2, 6-3       |
| 26 mai | M15, Daegu                     | Dur (ext.)          | 15 000 $ | Nam Jisung               | Park Uisung                   | 6-1, 6-2       |
| 26 mai | M15, La Nucia                  | Terre battue        | 15 000 $ | Iliyan Radulov           | Alejo Sanchez Quilez          | 6-1, 2-6, 7-65 |
| 26 mai | M15, Kuršumlijska Banja        | Terre battue        | 15 000 $ | Tommaso Compagnucci      | Kristijan Juhas               | 6-1 ab.        |
| 26 mai | M15, Tsaghkadzor               | Terre battue        | 15 000 $ | Alexandr Binda           | Evgenii Tiurnev               | 7-65, 2-6, 6-4 |
| 26 mai | M15, Luan                      | Dur (ext.)          | 15 000 $ | Bai Yan                  | Cui Jie                       | 7-66, 6-1      |
| 26 mai | M15, Tashkent                  | Dur (ext.)          | 15 000 $ | Renta Tokuda             | Maxim Shin                    | 6-4, 6-3       |

### Juin
| Date    | Lieu du tournoi            | Surface             | Dotation | Vainqueur                 | Finaliste                      | Score             |
| ------- | -------------------------- | ------------------- | -------- | ------------------------- | ------------------------------ | ----------------- |
| 2 juin  | M25, Grasse                | Terre battue        | 30 000 $ | Kimmer Coppejans          | Alex Barrena                   | 7-5, 6-3          |
| 2 juin  | M25, Changwon              | Dur (ext.)          | 30 000 $ | Kwon Soonwoo              | Shin Sanhui                    | 6-1, 6-2          |
| 2 juin  | M25, Saint-Domingue        | Dur (ext.)          | 30 000 $ | Roberto Cid Subervi       | Nicolas Arseneault             | 6-1, 6-2          |
| 2 juin  | M25, Cordoue               | Terre battue        | 30 000 $ | Jacopo Berrettini         | Raul Brancaccio                | 4-6, 7-62, 6-4    |
| 2 juin  | M25, Belgrade              | Terre battue        | 30 000 $ | Franco Agamenone          | Eric Vanshelboim               | 7-64, 6-4         |
| 2 juin  | M25, Monastir              | Dur (ext.)          | 30 000 $ | Moez Echargui             | Tiago Pereira                  | 6-3, 6-4          |
| 2 juin  | M15, Karuizawa             | Terre battue        | 15 000 $ | Sora Fukuda               | Yuta Kawahashi                 | 6-4, 6-2          |
| 2 juin  | M15, Tsaghkadzor           | Terre battue        | 15 000 $ | Evgenii Tiurnev           | Ruslan Tiukaev                 | 6-4, 7-63         |
| 2 juin  | M15, Luan                  | Dur (ext.)          | 15 000 $ | Te Rigele                 | Huang Tsung-hao                | 6-1, 6-4          |
| 2 juin  | M15, San Diego             | Dur (ext.)          | 15 000 $ | Oliver Tarvet             | Leo Vithoontien                | 6-0, 6-0          |
| 2 juin  | M15, Ljubljana             | Terre battue        | 15 000 $ | Andrea Guerrieri          | Sebastian Gima                 | 6-0, 4-6, 6-3     |
| 2 juin  | M15, Kayseri               | Dur (ext.)          | 15 000 $ | Maxwell McKennon          | Ali Yazdani                    | 7-5, 6-1          |
| 2 juin  | M15, Monastir              | Dur (ext.)          | 15 000 $ | Leonardo Rossi            | Yankı Erel                     | 2-6, 7-65, 6-1    |
| 2 juin  | M15, Klagenfurt            | Terre battue        | 15 000 $ | Francesco Forti           | Sebastian Prechtel             | 2-6, 6-3, 6-4     |
| 2 juin  | M15, Caltanissetta         | Terre battue        | 15 000 $ | Manuel Mazza              | Gianmarco Ferrari              | 6-2, 6-4          |
| 9 juin  | M25, Villeneuve-Loubet     | Terre battue        | 30 000 $ | Remy Bertola              | Lorenzo Giustino               | 7-63, 6-1         |
| 9 juin  | M25, Värnamo               | Terre battue        | 30 000 $ | Aristotelis Thanos        | Mikael Ymer                    | 6-4, 7-63         |
| 9 juin  | M25, Martos                | Dur (ext.)          | 30 000 $ | Darwin Blanch             | Clément Chidekh                | 7-64, 6-3         |
| 9 juin  | M25, Wichita               | Dur (ext.)          | 30 000 $ | Hiroki Moriya             | Andres Andrade                 | 7-66, 6-3         |
| 9 juin  | M25, Česká Lípa            | Terre battue        | 30 000 $ | Jakub Nicod               | Alec Beckley                   | 7-5, 6-1          |
| 9 juin  | M25, Saint-Domingue        | Dur (ext.)          | 30 000 $ | Roberto Cid Subervi       | Moerani Bouzige                | 6-3, 6-4          |
| 9 juin  | M25, Monastir              | Dur (ext.)          | 30 000 $ | Moez Echargui             | Aziz Dougaz                    | 6-4, 6-3          |
| 9 juin  | M15, Oradea                | Terre battue        | 15 000 $ | Gabriel Ghetu             | Radu David Turcanu             | 2-6, 6-4, 6-3     |
| 9 juin  | M15, Monastir              | Dur (ext.)          | 15 000 $ | Pierre-Yves Bailly        | Luca Pow                       | 6-4, 2-6, 6-3     |
| 9 juin  | M15, Nyíregyháza           | Terre battue        | 15 000 $ | Peter Fajta               | Neil Oberleitner               | 6-3, 6-4          |
| 9 juin  | M15, Kayseri               | Dur (ext.)          | 15 000 $ | Timofei Derepasko         | Samuel Heredia                 | 6-3, 6-4          |
| 9 juin  | M15, San Diego             | Dur (ext.)          | 15 000 $ | Trevor Svajda             | Stian Klaassen                 | 6-2, 6-3          |
| 9 juin  | M15, Messina               | Terre battue        | 15 000 $ | Tomasz Berkieta           | Lorenzo Schiahbasi             | 6-4, 6-4          |
| 9 juin  | M15, Kuršumlijska Banja    | Terre battue        | 15 000 $ | Svyatoslav Gulin          | Felix Gill                     | 3-6, 7-63, 6-1    |
| 9 juin  | M15, Harmon                | Dur (ext.)          | 15 000 $ | Yusuke Kusuhara           | Kenta Miyoshi                  | 2-6, 6-2, 7-65    |
| 9 juin  | M15, Luan                  | Dur (ext.)          | 15 000 $ | Shunsuke Mitsui           | Wishaya Trongcharoenchaikul    | 7-65, 6-1         |
| 9 juin  | M15, Vaasa                 | Dur (ext.)          | 15 000 $ | Millen Hurrion            | Martin Damm                    | 7-5, 4-6, 7-5     |
| 16 juin | M25, Klosters              | Terre battue        | 30 000 $ | Joel Schwärzler           | Sandro Kopp                    | 0-6, 6-4, 6-4     |
| 16 juin | M25, Cattolica             | Terre battue        | 30 000 $ | Manuel Mazza              | Carlo Alberto Caniato          | 6-4, 6-4          |
| 16 juin | M25, Tulsa                 | Dur (ext.)          | 30 000 $ | Alex Martinez             | Alex Rybakov                   | 5-7, 6-3, 6-0     |
| 16 juin | M25, Monastir              | Dur (ext.)          | 30 000 $ | Robin Bertrand            | Fabrizio Andaloro              | 6-3, 1-6, 6-3     |
| 16 juin | M25, Luzhou                | Dur (ext.)          | 30 000 $ | Luca Castelnuovo          | Cui Jie                        | 6-3, 6-3          |
| 16 juin | M15, Mungia-Laukariz       | Terre battue (int.) | 15 000 $ | Iñaki Montes De La Torre  | Marcel Zielinski               | 6-4, 6-4          |
| 16 juin | M15, Kuršumlijska Banja    | Terre battue        | 15 000 $ | Svyatoslav Gulin          | Benjamin Torrealba             | 4-6, 7-5, 6-2     |
| 16 juin | M15, Saarlouis             | Terre battue        | 15 000 $ | Imanol López Morillo      | Axel Garcian                   | 6-0, 6-1          |
| 16 juin | M15, Cluj-Napoca           | Terre battue        | 15 000 $ | João Eduardo Schiessl     | Stefan Adrian Andreescu        | 6-4, 6-0          |
| 16 juin | M15, Monastir              | Dur (ext.)          | 15 000 $ | Filippo Moroni            | Paulo Andre Saraiva Dos Santos | 7-5, 6-1          |
| 16 juin | M15, Rancho Santa Fe       | Dur (ext.)          | 15 000 $ | Andrew Fenty              | Jack Anthrop                   | 3-6, 6-4, 6-4     |
| 16 juin | M15, Nyíregyháza           | Terre battue        | 15 000 $ | Máté Valkusz              | Pietro Romeo Scomparin         | 6-1, 7-5          |
| 16 juin | M15, Casablanca            | Terre battue        | 15 000 $ | Massimo Giunta            | Yassine Dlimi                  | 6-4, 6-3          |
| 16 juin | M15, Kayseri               | Dur (ext.)          | 15 000 $ | Arda Azkara               | Semen Pankin                   | 6-3, 6-1          |
| 16 juin | M15, Duffel                | Terre battue        | 15 000 $ | Tibo Colson               | Abel Forger                    | 6-2, 6-2          |
| 23 juin | M25, Bakio                 | Dur (ext.)          | 30 000 $ | Clément Chidekh           | Adria Soriano Barrera          | 6-0, 6-2          |
| 23 juin | M25, Montauban             | Terre battue        | 30 000 $ | Miguel Damas              | Nikolás Sánchez Izquierdo      | 6-1, 7-67         |
| 23 juin | M25, Bruxelles             | Terre battue        | 30 000 $ | Marvin Möller             | Enzo Couacaud                  | Forfait           |
| 23 juin | M25, Elvas                 | Dur (ext.)          | 30 000 $ | Martin Damm               | Dan Added                      | 6-3, 6-2          |
| 23 juin | M25, Târgu Mureș           | Terre battue        | 30 000 $ | Dan Alexandru Tomescu     | Alex Martí Pujolras            | 6-2, 7-64         |
| 23 juin | M25, Monastir              | Dur (ext.)          | 30 000 $ | Robin Bertrand            | Eliakim Coulibaly              | 3-6, 6-3, 7-64    |
| 23 juin | M15, Kayseri               | Dur (ext.)          | 15 000 $ | Paul Inchauspé            | Arda Azkara                    | 3-6, 6-2, 6-2     |
| 23 juin | M15, Monastir              | Dur (ext.)          | 15 000 $ | Cooper Williams           | Marcus Walters                 | 6-3, 6-1          |
| 23 juin | M15, Grodzisk Mazowiecki   | Terre battue        | 15 000 $ | Zdeněk Kolář              | Jakub Filip                    | 6-4, 6-2          |
| 23 juin | M15, Zagreb                | Terre battue        | 15 000 $ | Mirza Bašić               | Josip Šimundža                 | 64-7, 7-64, 6-4   |
| 23 juin | M15, Bergame               | Terre battue        | 15 000 $ | Gianmarco Ferrari         | Alessandro Pecci               | 4-6, 7-66, 7-67   |
| 23 juin | M15, Lakewood              | Dur (ext.)          | 15 000 $ | Trevor Svajda             | Spencer Johnson                | 6-4, 6-4          |
| 23 juin | M15, Casablanca            | Terre battue        | 15 000 $ | Damien Wenger             | Stijn Slump                    | 5-7, 7-64, 6-3    |
| 23 juin | M15, Maanshan              | Dur (int.)          | 15 000 $ | Luca Castelnuovo          | Pawit Sornlaksup               | 6-4, 6-4          |
| 23 juin | M15, Kuršumlijska Banja    | Terre battue        | 15 000 $ | Stefan Popović            | Igor Marcondes                 | 6-1, 6-1          |
| 23 juin | M15, Kamen                 | Terre battue        | 15 000 $ | Cedrik-Marcel Stebe       | Jakub Nicod                    | 3-6, 6-4, 5-3 ab. |
| 23 juin | M15, Alkmaar               | Terre battue        | 15 000 $ | Lilian Marmousez          | Carl Emil Overbeck             | 6-3, 6-0          |
| 30 juin | M25+H, Ajaccio             | Dur (ext.)          | 30 000 $ | Antoine Escoffier         | Laurent Lokoli                 | 7-65, 7-65        |
| 30 juin | M25, Laval                 | Dur (ext.)          | 30 000 $ | Blaise Bicknell           | Justin Boulais                 | 3-6, 7-66, 7-65   |
| 30 juin | M25, Figueira da Foz       | Dur (ext.)          | 30 000 $ | Tiago Pereira             | Darwin Blanch                  | 6-2, 6-1          |
| 30 juin | M25, Hillcrest (en)        | Dur (ext.)          | 30 000 $ | Philip Henning            | Adhithya Ganesan               | 6-2, 5-7, 6-1     |
| 30 juin | M25, Marbourg              | Terre battue        | 30 000 $ | Filip Jeff Planinšek      | Florian Broska                 | 6-2, 3-6, 6-4     |
| 30 juin | M15, Kuršumlijska Banja    | Terre battue        | 15 000 $ | Zoran Ludoški             | Denis Klok                     | 7-63, 6-4         |
| 30 juin | M15, Los Angeles           | Dur (ext.)          | 15 000 $ | Kyle Kang                 | Dane Sweeny                    | 7-5, 6-4          |
| 30 juin | M15, Kayseri               | Dur (ext.)          | 15 000 $ | Vadym Ursu                | Arda Azkara                    | 5-7, 6-4, 7-69    |
| 30 juin | M15, San Salvador de Jujuy | Terre battue        | 15 000 $ | Lorenzo Joaquín Rodríguez | Guido Iván Justo               | 6-1, 5-7, 6-4     |
| 30 juin | M15, Monastir              | Dur (ext.)          | 15 000 $ | Cooper Williams           | Luca Potenza                   | 6-3, 7-5          |
| 30 juin | M15, Amstelveen            | Terre battue        | 15 000 $ | Lilian Marmousez          | Marvin Möller                  | 6-3, 6-4          |
| 30 juin | M15, Tanger                | Terre battue        | 15 000 $ | Reda Bennani              | Yassine Dlimi                  | 7-64, 6-4         |
| 30 juin | M15, Štore                 | Terre battue        | 15 000 $ | Bor Artnak                | Gianluca Cadenasso             | 6-3, 6-1          |
| 30 juin | M15, Maanshan              | Dur (int.)          | 15 000 $ | Koki Matsuda              | Kasidit Samrej                 | 6-1, 7-67         |
| 30 juin | M15, Tokyo                 | Dur (ext.)          | 15 000 $ | Renta Tokuda              | Hikaru Shiraishi               | 6-1, 6-0          |
| 30 juin | M15, Getxo                 | Terre battue        | 15 000 $ | Miguel Damas              | Felix Gill                     | 6-4 ab.           |

### Juillet
| Date       | Lieu du tournoi                   | Surface             | Dotation | Vainqueur                       | Finaliste                      | Score            |
| ---------- | --------------------------------- | ------------------- | -------- | ------------------------------- | ------------------------------ | ---------------- |
| 7 juillet  | M25+H, Kassel                     | Terre battue        | 30 000 $ | Jonáš Forejtek                  | Carlos Sánchez Jover           | 6-2, 6-3         |
| 7 juillet  | M25+H, Lucciana                   | Terre battue        | 30 000 $ | Kilian Feldbausch               | Joel Schwärzler                | 6-3, 3-6, 6-4    |
| 7 juillet  | M25, Dallas                       | Dur (int.)          | 30 000 $ | Samir Banerjee                  | Alex Rybakov                   | 5-7, 6-1, 6-4    |
| 7 juillet  | M25, Roda de Berà                 | Dur (ext.)          | 30 000 $ | Adriá Soriano Barrera           | Roger Pascual Ferra            | 7-613, 6-3       |
| 7 juillet  | M25, Villavicencio                | Terre battue        | 30 000 $ | Samuel Alejandro Linde Palacios | Paulo André Saraiva dos Santos | 6-1, 6-4         |
| 7 juillet  | M25, La Haye                      | Terre battue        | 30 000 $ | Ivan Gakhov                     | Ryan Nijboer                   | 3-6, 6-4, 7-5    |
| 7 juillet  | M15, Litija                       | Terre battue        | 15 000 $ | Lilian Marmousez                | Michele Ribecai                | 2-6, 6-3, 6-1    |
| 7 juillet  | M15, Maanshan                     | Dur (int.)          | 15 000 $ | Akira Santillan                 | Kasidit Samrej                 | 3-6, 6-3, 7-65   |
| 7 juillet  | M15, Tokyo                        | Dur (ext.)          | 15 000 $ | Renta Tokuda                    | Shintaro Imai                  | 6-3, 6-2         |
| 7 juillet  | M15, Hillcrest (en)               | Dur (ext.)          | 15 000 $ | Philip Henning                  | Filip Peliwo                   | 4-6, 6-4, 6-2    |
| 7 juillet  | M15, San Diego                    | Dur (ext.)          | 15 000 $ | Dane Sweeny                     | Keegan Smith                   | 1-6, 6-3, 6-2    |
| 7 juillet  | M15, Salta                        | Terre battue        | 15 000 $ | Santiago De La Fuente           | Guido Iván Justo               | Forfait          |
| 7 juillet  | M15, Łódź                         | Terre battue        | 15 000 $ | Eero Vasa                       | Tomasz Berkieta                | 6-2, 6-2         |
| 7 juillet  | M15, Kuršumlijska Banja           | Terre battue        | 15 000 $ | Ioannis Xilas                   | Ognjen Milić                   | 6-4, 6-4         |
| 7 juillet  | M15, Monastir                     | Dur (ext.)          | 15 000 $ | Karan Singh                     | Toufik Sahtali                 | 6-0, 6-2         |
| 7 juillet  | M15, Telfs                        | Terre battue        | 15 000 $ | Sebastian Sorger                | Giovanni Oradini               | 6-4, 4-6, 6-3    |
| 14 juillet | M25, Louisville                   | Dur (ext.)          | 30 000 $ | Hoyoung Roh                     | Nicolas Ian Kotzen             | 6-1, 6-4         |
| 14 juillet | M25, Uriage                       | Terre battue        | 30 000 $ | Gilles-Arnaud Bailly            | Marat Sharipov                 | 6-4, 7-61        |
| 14 juillet | M25, Kramsach                     | Terre battue        | 30 000 $ | Vladyslav Orlov                 | Andrej Nedić                   | 5-7, 6-1, 6-1    |
| 14 juillet | M25, Gandia                       | Terre battue        | 30 000 $ | Carlos Lopez Montagud           | Tristan McCormick              | 6-4, 610-7, 7-64 |
| 14 juillet | M25, Castelo Branco               | Dur (ext.)          | 30 000 $ | Charles Broom                   | Maxwell McKennon               | 6-2, 6-2         |
| 14 juillet | M15, Hillcrest (en)               | Dur (ext.)          | 15 000 $ | Philip Henning                  | Marc Van Der Merwe             | 6-3, 6-3         |
| 14 juillet | M15, Nova Gorica                  | Terre battue        | 15 000 $ | Émilien Demanet                 | Kasra Rahmani                  | 6-4, 6-3         |
| 14 juillet | M15, Kuršumlijska Banja           | Terre battue        | 15 000 $ | Nikita Bilozertsev              | Vlado Jankanj                  | 4-6, 6-1, 6-4    |
| 14 juillet | M15, Poprad                       | Terre battue        | 15 000 $ | Attila Boros                    | Adrien Gobat                   | 6-4, 7-63        |
| 14 juillet | M15, Slobozia                     | Terre battue        | 15 000 $ | Ilya Snițari                    | Radu David Turcanu             | 6-2, 2-6, 6-4    |
| 14 juillet | M15, Santa Tecla                  | Dur (ext.)          | 15 000 $ | Pietro Fellin                   | Alan Fernando Rubio Fierros    | 6-1, 6-0         |
| 14 juillet | M15, Monastir                     | Dur (ext.)          | 15 000 $ | Aziz Dougaz                     | Cyril Vandermeersch            | 2-6, 6-0, 6-4    |
| 14 juillet | M15, Bucaramanga                  | Terre battue        | 15 000 $ | Johan Alexander Rodríguez       | Eduardo Ribeiro                | 6-4, 4-6, 6-4    |
| 14 juillet | M15, Uslar                        | Terre battue        | 15 000 $ | Iannis Miletich                 | Tadeáš Paroulek                | 6-2, 6-2         |
| 14 juillet | M15, Nakhon Pathom                | Dur (ext.)          | 15 000 $ | Dominik Palán                   | Takuya Kumasaka                | 6-2, 6-4         |
| 14 juillet | M15, Gubbio                       | Terre battue        | 15 000 $ | Gabriele Piraino                | Andrea Meduri                  | 6-4, 6-1         |
| 14 juillet | M15, Rochester                    | Terre battue        | 15 000 $ | Andrew Delgado                  | Alexander Bernard              | 6-3, 1-6, 6-4    |
| 21 juillet | M25, Neulengbach                  | Terre battue        | 30 000 $ | Viacheslav Bielinskyi           | Jonáš Forejtek                 | 7-66, 7-63       |
| 21 juillet | M25, Dénia                        | Terre battue        | 30 000 $ | Javier Barranco Cosano          | Pablo Martínez Gómez           | 6-0, 5-7, 6-3    |
| 21 juillet | M25, Metzingen                    | Terre battue        | 30 000 $ | Jack Logé                       | Pedro Boscardin Dias           | 7-64, 66-7, 6-4  |
| 21 juillet | M25, Champaign                    | Dur (ext.)          | 30 000 $ | Paul Jubb                       | Blaise Bicknell                | 6-1, 7-64        |
| 21 juillet | M25, São Paulo                    | Terre battue        | 30 000 $ | Lucas Andrade da Silva          | Gustavo Ribeiro de Almeida     | 4-6, 6-2, 6-2    |
| 21 juillet | M25, Porto                        | Dur (ext.)          | 30 000 $ | Gastão Elias                    | Lucas Poullain                 | 5-7, 7-65, 6-0   |
| 21 juillet | M25+H, Bacau                      | Terre battue        | 30 000 $ | Carlo Alberto Caniato           | Franco Roncadelli              | 6-3, 6-2         |
| 21 juillet | M15, Santa Tecla                  | Dur (ext.)          | 15 000 $ | Pietro Orlando Fellin           | Alan Fernando Rubio Fierros    | 6-1, 6-0         |
| 21 juillet | M15, Monastir                     | Dur (ext.)          | 15 000 $ | Mwendwa Mbithi                  | Ryo Tabata                     | 5-7, 6-1, 6-2    |
| 21 juillet | M15, Coquimbo, déplacé à Santiago | Terre battue        | 15 000 $ | Guido Iván Justo                | Lucio Ratti                    | 6-0, 6-4         |
| 21 juillet | M15, Wuning                       | Dur (ext.)          | 15 000 $ | Shin Sanhui                     | Daisuke Sumizawa               | 6-4, 6-0         |
| 21 juillet | M15, Segrate                      | Terre battue        | 15 000 $ | Alexander Weis                  | Jan Kumstát                    | 6-4, 66-7, 6-1   |
| 21 juillet | M15, Kuršumlijska Banja           | Terre battue        | 15 000 $ | Mirza Bašić                     | Tommaso Compagnucci            | 6-4, 6-2         |
| 21 juillet | M15, Nakhon Pathom                | Dur (ext.)          | 15 000 $ | Jake Delaney                    | Takuya Kumasaka                | 6-2, 6-2         |
| 28 juillet | M25, Wetzlar                      | Terre battue        | 30 000 $ | Gabriele Piraino                | Raphaël Pérot                  | 2-6, 6-2, 7-68   |
| 28 juillet | M25, Edwardsville                 | Dur (ext.)          | 30 000 $ | Kyle Kang                       | Aidan McHugh                   | 3-6, 6-1, 6-1    |
| 28 juillet | M25, Koszalin                     | Terre battue        | 30 000 $ | Maks Kaśnikowski                | Tomasz Berkieta                | 6-1, 4-6, 6-4    |
| 28 juillet | M25, Pitești                      | Terre battue        | 30 000 $ | Gabi Adrian Boitan              | Franco Roncadelli              | 7-61, 6-3        |
| 28 juillet | M25, Bolzano                      | Terre battue        | 30 000 $ | Andrea Picchione                | Gabriele Pennaforti            | 7-62, 6-3        |
| 28 juillet | M25, Brazzaville                  | Terre battue        | 30 000 $ | Florent Bax                     | Bor Artnak                     | 6-3, 6-3         |
| 28 juillet | M25, Gentofte                     | Terre battue        | 30 000 $ | Aristotelis Thanos              | Hernán Casanova                | 4-6              |
| 28 juillet | M15, Wuning                       | Dur (ext.)          | 15 000 $ | Lee Duck-hee                    | Yuta Kikuchi                   | 6-3, 6-3         |
| 28 juillet | M15, Denpasar                     | Dur (ext.)          | 15 000 $ | Max Basing                      | Matthew Dellavedova            | 6-0, 7-5         |
| 28 juillet | M15, Wels                         | Terre battue        | 15 000 $ | Michele Ribecai                 | Stijn Slump                    | 4-6, 6-3, 6-2    |
| 28 juillet | M15, Monastir                     | Dur (ext.)          | 15 000 $ | Maxence Bertimon                | Igor Kudriashov                | 3-6, 6-3, 6-2    |
| 28 juillet | M15, Kuršumlijska Banja           | Terre battue        | 15 000 $ | Tommaso Compagnucci             | Svyatoslav Gulin               | 6-2, 6-4         |
| 28 juillet | M15, Joinville                    | Terre battue (int.) | 15 000 $ | Igor Gimenez                    | Luis Felipe Miguel             | 6-3, 7-5         |
| 28 juillet | M15, Coquimbo, déplacé à Santiago | Terre battue        | 15 000 $ | Lorenzo Joaquín Rodríguez       | Máximo Zeitune                 | 7-5, 6-1         |
| 28 juillet | M15, Nakhon Pathom                | Dur (ext.)          | 15 000 $ | Kwon Soon-woo                   | Kaichi Uchida                  | 6-2, 6-2         |
| 28 juillet | M15, Dublin                       | Carpette (ext.)     | 15 000 $ | Alastair Gray                   | Michael Agwi                   | 2-6, 6-4, 7-5    |
| 28 juillet | M15, Xativa                       | Terre battue        | 15 000 $ | Alejandro Manzanera Pertusa     | Pablo Martínez Gómez           | 6-4, 6-4         |

### Août
| Date    | Lieu du tournoi         | Surface      | Dotation | Vainqueur                | Finaliste            | Score              |
| ------- | ----------------------- | ------------ | -------- | ------------------------ | -------------------- | ------------------ |
| 4 août  | M25+H, Tauste           | Dur (ext.)   | 30 000 $ | Sergio Callejón Hernando | Pavel Lagutin        | 7-5, 2-6, 6-1      |
| 4 août  | M25, Montesilvano       | Terre battue | 30 000 $ | Andrea Picchione         | Ergi Kırkın          | 6-0, 7-5           |
| 4 août  | M25, Denpasar           | Dur (ext.)   | 30 000 $ | Arthur Géa               | Yankı Erel           | 6-3, 3-6, 7-5      |
| 4 août  | M25, Roehampton         | Dur (ext.)   | 30 000 $ | Oliver Tarvet            | Paul Jubb            | 4-6, 7-5, 6-1      |
| 4 août  | M25, Monastir           | Dur (ext.)   | 30 000 $ | Moez Echargui            | Dan Added            | 6-3, 6-4           |
| 4 août  | M25, Southaven          | Dur (ext.)   | 30 000 $ | Emon van Loben Sels      | Ryan Fishback        | 6-4, 6-3           |
| 4 août  | M25, Brazzaville        | Terre battue | 30 000 $ | Florent Bax              | Bor Artnak           | 6-3, 65-7, 7-66    |
| 4 août  | M15, Wuning             | Dur (ext.)   | 15 000 $ | Yuta Kikuchi             | Sun Qian             | 6-1, 6-4           |
| 4 août  | M15, Astana             | Dur (ext.)   | 15 000 $ | Petr Bar Biryukov        | Egor Gerasimov       | 6-4, 7-67          |
| 4 août  | M15, Brisbane           | Dur (ext.)   | 15 000 $ | Dane Sweeny              | Derek Pham           | Forfait            |
| 4 août  | M15, Curtea de Argeș    | Terre battue | 15 000 $ | Radu David Țurcanu       | Radu Mihai Papoe     | 6-4, 4-6, 6-1      |
| 4 août  | M15, Singapour          | Dur (int.)   | 15 000 $ | Kasidit Samrej           | Sora Fukuda          | 6-1, 5-7, 6-2      |
| 4 août  | M15, Slovenska Bistrica | Terre battue | 15 000 $ | Juan Cruz Martin Manzano | Jan Kumstát          | 6-4, 63-7, 4-1 ab. |
| 4 août  | M15, Kuršumlijska Banja | Terre battue | 15 000 $ | Andrey Chepelev          | Dušan Obradović      | 6-1, 6-4           |
| 4 août  | M15, Sofia              | Terre battue | 15 000 $ | Thomas Faurel            | Alexander Vasilev    | 7-5, 6-0           |
| 4 août  | M15, Eupen              | Terre battue | 15 000 $ | Émilien Demanet          | Marcel Zieliński     | 7-5, 7-5           |
| 4 août  | M15, Francfort          | Terre battue | 15 000 $ | Lilian Marmousez         | Adrian Oetzbach      | 4-6, 6-2, 6-4      |
| 11 août | M25, Denpasar           | Dur (ext.)   | 30 000 $ | Arthur Géa               | Philip Sekulic       | 6-1, 6-2           |
| 11 août | M25, Coxyde             | Terre battue | 30 000 $ | Lilian Marmousez         | Gilles-Arnaud Bailly | 2-6, 6-2, 6-3      |
| 11 août | M25, Aldershot          | Dur (ext.)   | 30 000 $ | Paul Jubb                | Toby Samuel          | 7-64, 7-5          |
| 11 août | M25, Idanha-a-Nova      | Dur (ext.)   | 30 000 $ | Daniel Milavsky          | Tristan McCormick    | 7-64, 6-4          |
| 11 août | M25, Yinchuan           | Dur (ext.)   | 30 000 $ | Akira Santillan          | Tianhui Zhang        | 7-5, 6-3           |
| 11 août | M25, Monastir           | Dur (ext.)   | 30 000 $ | Étienne Donnet           | Fares Zakaria        | 6-3, 6-1           |
| 11 août | M25, Gijón              | Terre battue | 30 000 $ | Lorenzo Giustino         | Pedro Vives Marcos   | 6-1, 7-5           |
| 11 août | M15, Brisbane           | Dur (ext.)   | 15 000 $ | Dane Sweeny              | Jesse Delaney        | 6-2, 6-2           |
| 11 août | M15, Bielsko-Biała      | Terre battue | 15 000 $ | Viacheslav Bielinskyi    | Peter Fajta          | 6-2, 6-1           |
| 11 août | M15, Târgu Jiu          | Terre battue | 15 000 $ | Cezar Crețu              | Samuele Pieri        | 6-2, 7-5           |
| 11 août | M15, Turku              | Dur (ext.)   | 15 000 $ | Oscar Weightman          | Mert Alkaya          | 6-4, 3-6, 6-3      |
| 11 août | M15, Singapour          | Dur (int.)   | 15 000 $ | Kasidit Samrej           | Koki Matsuda         | 2-6, 7-5, 7-5      |
| 11 août | M15, Pirot              | Terre battue | 15 000 $ | Juan Estévez             | Ali Yazdani          | 6-3, 7-61          |
| 11 août | M15, Huntsville         | Terre battue | 15 000 $ | Blu Baker                | Aleksa Ćirić         | 63-7, 6-3, 6-4     |
| 11 août | M15, Ystad              | Terre battue | 15 000 $ | Tom Gentzsch             | Alexander Weis       | 6-3, 6-4           |
| 11 août | M15, Trèves             | Terre battue | 15 000 $ | Michael Agwi             | Adrian Oetzbach      | 7-5, 2-6, 6-3      |
| 18 août | M25, Überlingen         | Terre battue | 30 000 $ |                          |                      |                    |
| 18 août | M25, Maribor            | Terre battue | 30 000 $ |                          |                      |                    |
| 18 août | M25, Santander          | Terre battue | 30 000 $ |                          |                      |                    |
| 18 août | M25, Lesa               | Terre battue | 30 000 $ |                          |                      |                    |
| 18 août | M25, Muttenz            | Terre battue | 30 000 $ |                          |                      |                    |
| 18 août | M25, Idanha-a-Nova      | Dur (ext.)   | 30 000 $ |                          |                      |                    |
| 18 août | M25, Taipei             | Dur (ext.)   | 30 000 $ |                          |                      |                    |
| 18 août | M15, Maanshan           | Dur (int.)   | 15 000 $ |                          |                      |                    |
| 18 août | M15, Monastir           | Dur (ext.)   | 15 000 $ |                          |                      |                    |
| 18 août | M15, Mistelbach         | Terre battue | 15 000 $ |                          |                      |                    |
| 18 août | M15, Arad               | Terre battue | 15 000 $ |                          |                      |                    |
| 18 août | M15, Cracovie           | Terre battue | 15 000 $ |                          |                      |                    |
| 18 août | M15, Huy                | Terre battue | 15 000 $ |                          |                      |                    |
| 18 août | M15, Bastad             | Terre battue | 15 000 $ |                          |                      |                    |
| 18 août | M15, Pirot              | Terre battue | 15 000 $ |                          |                      |                    |
| 18 août | M15, Nakhon Pathom      | Dur (ext.)   | 15 000 $ |                          |                      |                    |
| 25 août | M25, Trelew             | Dur (int.)   | 30 000 $ |                          |                      |                    |
| 25 août | M25, Oldenzaal          | Terre battue | 30 000 $ |                          |                      |                    |
| 25 août | M25, Maribor            | Terre battue | 30 000 $ |                          |                      |                    |
| 25 août | M25, Sion               | Terre battue | 30 000 $ |                          |                      |                    |
| 25 août | M25, Taipei             | Dur (ext.)   | 30 000 $ |                          |                      |                    |
| 25 août | M25, Oviedo             | Terre battue | 30 000 $ |                          |                      |                    |
| 25 août | M25, Poznań             | Terre battue | 30 000 $ |                          |                      |                    |
| 25 août | M15, Bucarest           | Terre battue | 15 000 $ |                          |                      |                    |
| 25 août | M15, Maanshan           | Dur (int.)   | 15 000 $ |                          |                      |                    |
| 25 août | M15, Monastir           | Dur (ext.)   | 15 000 $ |                          |                      |                    |
| 25 août | M15, Hong Kong          | Dur (ext.)   | 15 000 $ |                          |                      |                    |
| 25 août | M15, Budapest           | Dur (ext.)   | 15 000 $ |                          |                      |                    |
| 25 août | M15, Allershausen       | Terre battue | 15 000 $ |                          |                      |                    |
| 25 août | M15, Nakhon Pathom      | Dur (ext.)   | 15 000 $ |                          |                      |                    |
| 25 août | M15, Cap d'Agde         | Terre battue | 15 000 $ |                          |                      |                    |
| 25 août | M15, Forli              | Terre battue | 15 000 $ |                          |                      |                    |
| 25 août | M15, Vienne             | Terre battue | 15 000 $ |                          |                      |                    |

### Septembre
| Date          | Lieu du tournoi            | Surface      | Dotation | Vainqueur | Finaliste | Score |
| ------------- | -------------------------- | ------------ | -------- | --------- | --------- | ----- |
| 1er septembre | M25, Meerbusch             | Terre battue | 30 000 $ |           |           |       |
| 1er septembre | M25, Denpasar              | Dur (ext.)   | 30 000 $ |           |           |       |
| 1er septembre | M25+H, Bagnères-de-Bigorre | Dur (ext.)   | 30 000 $ |           |           |       |
| 1er septembre | M25, Sapporo               | Dur (ext.)   | 30 000 $ |           |           |       |
| 1er septembre | M25, Lausanne              | Terre battue | 30 000 $ |           |           |       |
| 1er septembre | M25, Mar del Plata         | Terre battue | 30 000 $ |           |           |       |
| 1er septembre | M15, Maanshan              | Dur (int.)   | 15 000 $ |           |           |       |
| 1er septembre | M15, Hurghada              | Dur (ext.)   | 15 000 $ |           |           |       |
| 1er septembre | M15, Szczawno              | Terre battue | 15 000 $ |           |           |       |
| 1er septembre | M15, Kuršumlijska Banja    | Terre battue | 15 000 $ |           |           |       |
| 1er septembre | M15, Madrid                | Terre battue | 15 000 $ |           |           |       |
| 1er septembre | M15, Hong Kong             | Dur (ext.)   | 15 000 $ |           |           |       |
| 1er septembre | M15, Bologne               | Terre battue | 15 000 $ |           |           |       |
| 1er septembre | M15, Haren                 | Terre battue | 15 000 $ |           |           |       |
| 1er septembre | M15, Nakhon Pathom         | Dur (ext.)   | 15 000 $ |           |           |       |
| 8 septembre   | M25, Pozzuoli              | Dur (ext.)   | 30 000 $ |           |           |       |
| 8 septembre   | M25, Denpasar              | Dur (ext.)   | 30 000 $ |           |           |       |
| 8 septembre   | M25+H, Plaisir             | Dur (ext.)   | 30 000 $ |           |           |       |
| 8 septembre   | M25, Sapporo               | Dur (ext.)   | 30 000 $ |           |           |       |
| 8 septembre   | M25, Tamworth              | Dur (ext.)   | 30 000 $ |           |           |       |
| 8 septembre   | M15, Maanshan              | Dur (int.)   | 15 000 $ |           |           |       |
| 8 septembre   | M15, Hurghada              | Dur (ext.)   | 15 000 $ |           |           |       |
| 8 septembre   | M15, Kuršumlijska Banja    | Terre battue | 15 000 $ |           |           |       |
| 8 septembre   | M15, Téhéran               | Terre battue | 15 000 $ |           |           |       |
| 15 septembre  | M25, Londrina              | Terre battue | 30 000 $ |           |           |       |
| 15 septembre  | M25, Nevers                | Dur (int.)   | 30 000 $ |           |           |       |
| 15 septembre  | M25, Takasaki              | Dur (ext.)   | 30 000 $ |           |           |       |
| 15 septembre  | M25, Guiyang               | Dur (ext.)   | 30 000 $ |           |           |       |
| 15 septembre  | M25, Tamworth              | Dur (ext.)   | 30 000 $ |           |           |       |
| 15 septembre  | M25, Pula                  | Terre battue | 30 000 $ |           |           |       |
| 15 septembre  | M15, Kayseri               | Dur (ext.)   | 15 000 $ |           |           |       |
| 15 septembre  | M15, Fayetteville          | Dur (ext.)   | 15 000 $ |           |           |       |
| 15 septembre  | M15, Hurghada              | Dur (ext.)   | 15 000 $ |           |           |       |
| 15 septembre  | M15, Kuršumlijska Banja    | Terre battue | 15 000 $ |           |           |       |
| 15 septembre  | M15, Melilla               | Terre battue | 15 000 $ |           |           |       |
| 15 septembre  | M15, Téhéran               | Terre battue | 15 000 $ |           |           |       |
| 22 septembre  | M25, Pardubice             | Terre battue | 30 000 $ |           |           |       |
| 22 septembre  | M25, Falun                 | Dur (int.)   | 30 000 $ |           |           |       |
| 22 septembre  | M25, Zlatibor              | Terre battue | 30 000 $ |           |           |       |
| 22 septembre  | M25, Pula                  | Terre battue | 30 000 $ |           |           |       |
| 22 septembre  | M25, Barueri               | Dur (ext.)   | 30 000 $ |           |           |       |
| 22 septembre  | M15, Héraklion             | Dur (ext.)   | 15 000 $ |           |           |       |
| 22 septembre  | M15, Charm el-Cheikh       | Dur (ext.)   | 15 000 $ |           |           |       |
| 22 septembre  | M15, Kayseri               | Dur (ext.)   | 15 000 $ |           |           |       |
| 22 septembre  | M15, Forbach               | Carpette     | 15 000 $ |           |           |       |
| 22 septembre  | M15, Slovenj Gradec        | Terre battue | 15 000 $ |           |           |       |
| 22 septembre  | M15, Budapest              | Dur (ext.)   | 15 000 $ |           |           |       |
| 22 septembre  | M15, Ann Arbor             | Dur (ext.)   | 15 000 $ |           |           |       |
| 22 septembre  | M15, Kampala               | Terre battue | 15 000 $ |           |           |       |
| 29 septembre  | M25, Pula                  | Terre battue | 30 000 $ |           |           |       |
| 29 septembre  | M25, Perth                 | Dur (ext.)   | 30 000 $ |           |           |       |
| 29 septembre  | M15, Charm el-Cheikh       | Dur (ext.)   | 15 000 $ |           |           |       |
| 29 septembre  | M15, Kayseri               | Dur (ext.)   | 15 000 $ |           |           |       |
| 29 septembre  | M15, Kampala               | Terre battue | 15 000 $ |           |           |       |
| 29 septembre  | M15, Winston-Salem         | Dur (ext.)   | 15 000 $ |           |           |       |

### Octobre
| Date       | Lieu du tournoi        | Surface      | Dotation | Vainqueur | Finaliste | Score |
| ---------- | ---------------------- | ------------ | -------- | --------- | --------- | ----- |
| 6 octobre  | M25, Perth             | Dur (ext.)   | 30 000 $ |           |           |       |
| 6 octobre  | M25, Kigali            | Terre battue | 30 000 $ |           |           |       |
| 6 octobre  | M25, Pula              | Terre battue | 30 000 $ |           |           |       |
| 6 octobre  | M15+H, Rodez           | Dur (int.)   | 15 000 $ |           |           |       |
| 6 octobre  | M15, Lexington         | Dur (ext.)   | 15 000 $ |           |           |       |
| 6 octobre  | M15, Charm el-Cheikh   | Dur (ext.)   | 15 000 $ |           |           |       |
| 13 octobre | M25, East Lansing      | Dur (int.)   | 30 000 $ |           |           |       |
| 13 octobre | M25, Kigali            | Terre battue | 30 000 $ |           |           |       |
| 13 octobre | M25, Pula              | Terre battue | 30 000 $ |           |           |       |
| 13 octobre | M15, Charm el-Cheikh   | Dur (ext.)   | 15 000 $ |           |           |       |
| 13 octobre | M15, Offenbach         | Dur (int.)   | 15 000 $ |           |           |       |
| 13 octobre | M15, Villers-lès-Nancy | Dur (int.)   | 15 000 $ |           |           |       |
| 20 octobre | M25, Sarreguemines     | Carpette     | 30 000 $ |           |           |       |
| 20 octobre | M25, Norman            | Dur (ext.)   | 30 000 $ |           |           |       |
| 20 octobre | M25, Brisbane          | Dur (ext.)   | 30 000 $ |           |           |       |
| 20 octobre | M25, Pula              | Terre battue | 30 000 $ |           |           |       |
| 20 octobre | M15, Charm el-Cheikh   | Dur (ext.)   | 15 000 $ |           |           |       |
| 20 octobre | M15, Hua Hin           | Dur (ext.)   | 15 000 $ |           |           |       |
| 27 octobre | M25, Harlingen         | Dur (ext.)   | 30 000 $ |           |           |       |
| 27 octobre | M25, Brisbane          | Dur (ext.)   | 30 000 $ |           |           |       |
| 27 octobre | M25, Lajeado           | Terre battue | 30 000 $ |           |           |       |
| 27 octobre | M15, Charm el-Cheikh   | Dur (ext.)   | 15 000 $ |           |           |       |
| 27 octobre | M15, Hua Hin           | Dur (ext.)   | 15 000 $ |           |           |       |
| 27 octobre | M15, Selva Gardena     | Dur (int.)   | 15 000 $ |           |           |       |
| 27 octobre | M15, Malte             | Dur (ext.)   | 15 000 $ |           |           |       |
| 27 octobre | M15, Szabolcsveresmart | Dur (int.)   | 15 000 $ |           |           |       |

### Novembre
| Date        | Lieu du tournoi              | Surface      | Dotation | Vainqueur | Finaliste | Score |
| ----------- | ---------------------------- | ------------ | -------- | --------- | --------- | ----- |
| 3 novembre  | M25, Santa Cruz do Sul       | Terre battue | 30 000 $ |           |           |       |
| 3 novembre  | M15, San Gregorio di Catania | Terre battue | 15 000 $ |           |           |       |
| 3 novembre  | M15, Manama                  | Dur (ext.)   | 15 000 $ |           |           |       |
| 3 novembre  | M15, Charm el-Cheikh         | Dur (ext.)   | 15 000 $ |           |           |       |
| 10 novembre | M15, Luanda                  | Dur (ext.)   | 15 000 $ |           |           |       |
| 10 novembre | M15, San Gregorio di Catania | Terre battue | 15 000 $ |           |           |       |
| 10 novembre | M15, Manama                  | Dur (ext.)   | 15 000 $ |           |           |       |
| 10 novembre | M15, Charm el-Cheikh         | Dur (ext.)   | 15 000 $ |           |           |       |
| 17 novembre | M25, Luanda                  | Dur (ext.)   | 30 000 $ |           |           |       |
| 17 novembre | M15, Charm el-Cheikh         | Dur (ext.)   | 15 000 $ |           |           |       |
| 24 novembre | M25, Luanda                  | Dur (ext.)   | 30 000 $ |           |           |       |
| 24 novembre | M25, Hradec Králové          | Dur (int.)   | 30 000 $ |           |           |       |
| 24 novembre | M15, Charm el-Cheikh         | Dur (ext.)   | 15 000 $ |           |           |       |

### Décembre
| Date         | Lieu du tournoi      | Surface    | Dotation | Vainqueur | Finaliste | Score |
| ------------ | -------------------- | ---------- | -------- | --------- | --------- | ----- |
| 1er décembre | M15, Charm el-Cheikh | Dur (ext.) | 15 000 $ |           |           |       |
| 8 décembre   | M15, Charm el-Cheikh | Dur (ext.) | 15 000 $ |           |           |       |